# Pierres runiques grecques
 (signalé en mai 2025).
Si vous disposez d'ouvrages ou d'articles de référence ou si vous connaissez des sites web de qualité traitant du thème abordé ici, merci de compléter l'article en donnant les références utiles à sa vérifiabilité et en les liant à la section « Notes et références ».
- Archive Wikiwix
- Bing
- Cairn
- DuckDuckGo
- E. Universalis
- Gallica
- Google
- G. Books
- G. News
- G. Scholar
- Persée
- Qwant
- (zh) Baidu
- (ru) Yandex
- (wd) trouver des œuvres sur Wikidata

Les pierres runiques grecques (en suédois : Greklandsstenarna) sont une trentaine de pierres runiques mentionnant des voyages réalisés par des Vikings dans l'Empire byzantin.
Réalisées au cours de l'âge des Vikings, elles sont gravées en vieux norrois avec des runes scandinaves. La plupart le sont en mémoire de membres de la Garde varangienne qui ne sont jamais rentrés chez eux.
Sur ces pierres runiques, les mots Grikkland (« Grèce »), Grikk(j)ar (« Grecs »), grikkfari (« voyageur en Grèce ») et Grikkhafnir (« ports grecs ») apparaissent dans plusieurs inscriptions, ce qui donne leur nom.
Les pierres se trouvent en majorité en Uppland (18) et en Södermanland (7).